# محمود بوناب
محمود بوناب هو إعلامي تونسي عمل مديرا لقناة الجزيرة للأطفال من 2004 إلى 2011. وعمل قبل ذلك رئيسا للقسم العربي ومذيعا بإذاعة سويسرا الدولية. احتجزته السلطات القطرية منذ 2004 بتهمة «إهدار المال العام».

## وصلات خارجية
- بعد القرار «المفاجأة» للمحكمة القطرية بشأن ملف محمود بوناب: هيئة الدفاع تصعّد اللهجة وتطالب الحكومة التونسية بتحمّل مسؤوليتها المغرب، 5 جويلية 2014
- الصحفي التونسي محمود بوناب: اعتقلوني بسبب خلاف مع الشيخة موزة التقدمية، 14 جويلية 2014